# Pseudohorus gracilis
Espèce
Pseudohorus gracilis est une espèce de pseudoscorpions de la famille des Olpiidae.

## Distribution
Cette espèce est endémique de Namibie. Elle se rencontre vers Gobabeb.

## Description
La femelle holotype mesure 3,3 mm

## Publication originale
- Beier, 1962 : Pseudoscorpioniden aus der Namib-Wüste. Annals of the Transvaal Museum, vol. 24, p. 223-230.